# عملیات تن‌گو
عملیات تن‌گو (به ژاپنی: 天號作戰 یا 天号作戦) واپسین عملیات نظامی بزرگ نیروی دریایی امپراتوری ژاپن در جنگ اقیانوس آرام در جنگ جهانی دوم بود. این نبرد در ۷ آوریل ۱۹۴۵ رخ‌داد و در جریان آن نبردناو یاماتو (بزرگترین نبردناو آن زمان جهان) به همراه نه‌کشتی جنگی دیگر به قصد عملیاتی خودکشی‌وارانه برای حمله به متفقین مشغول در نبرد اوکیناوا رهسپارشدند. همهٔ این کاروان دریایی به دست آمریکایی‌ها متوقف و بیشترشان نابود شدند. نبردناو یاماتو و پنج کشتی جنگی دیگر غرق شدند. از صد و پانزده هواپیمای از میان رفتهٔ ژاپنی، بیشترشان را هواپیماهای کامی‌کازه تشکیل‌می‌دادند. این نبرد در فاصلهٔ میان کیوشو، ژاپن و جزایر ریوکیو رخ‌داد.